# Wagn
wagn (West Anglia Great Northern Railway) est une entreprise ferroviaire britannique exploitant des services de banlieue au départ des gares de  King's Cross et de Moorgate à Londres. En décembre 2005, wagn a perdu cette concession qui a été reprise par First Group à compter du 1er avril 2006 dans le cadre d'une nouvelle concession élargie englobant en outre celle de Thameslink sous le nom de First Capital Connect.

## Services

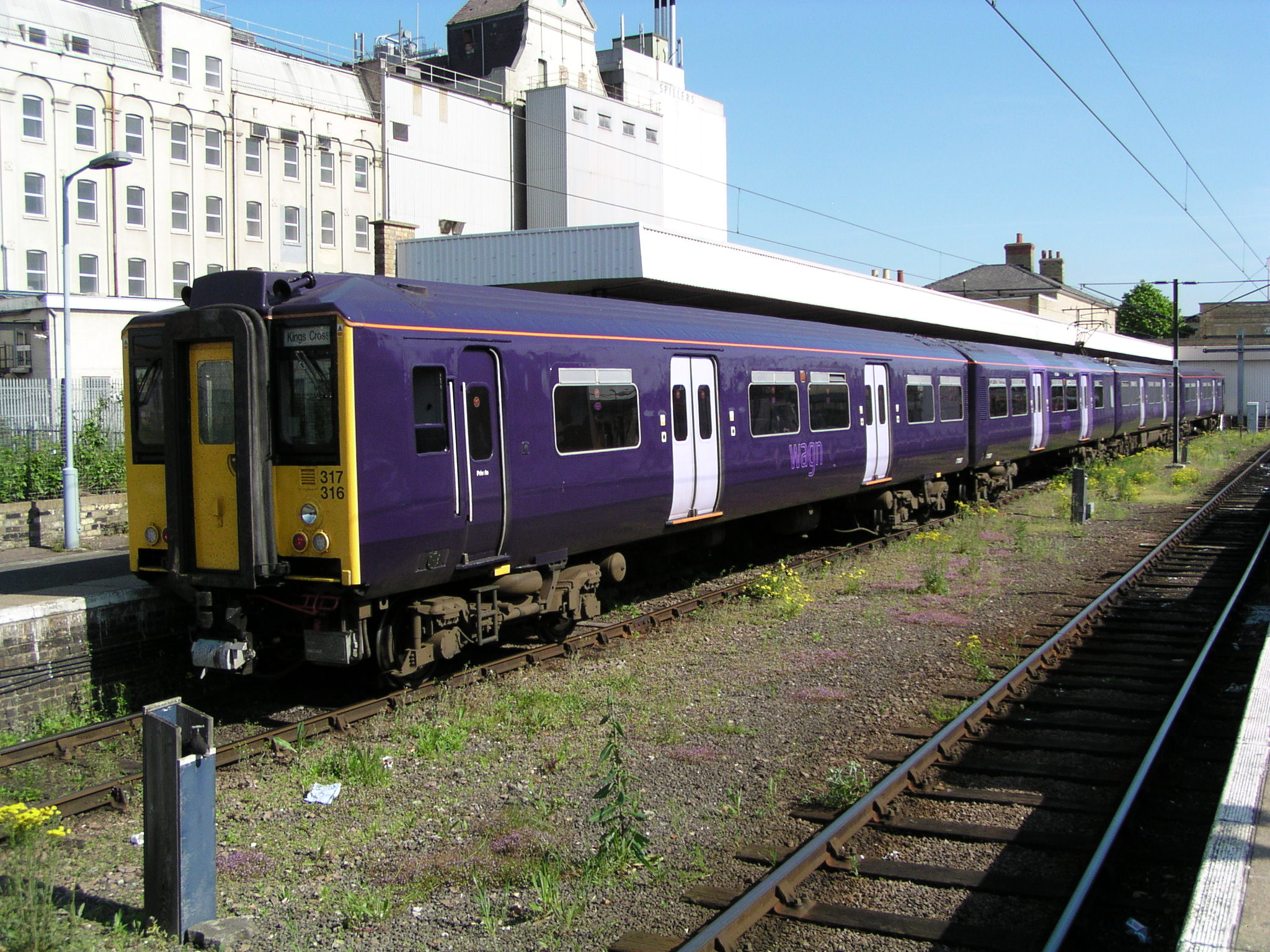
Une rame wagn à Cambridge en 2004.

- Outer Suburban: services de King's Cross à Peterborough, Cambridge et King's Lynn.
- Inner Suburban: services de King's Cross et Moorgate à Welwyn Garden City et Hertford North, et parfois Letchworth Garden City.

### West Anglia
Les services de wagn comprenaient initialement la desserte d'Enfield, Hertford East, l'aéroport de Londres Stansted et Cambridge au départ de Londres Liverpool Street. Cette desserte, qui formait la partie « West Anglia » de wagn, a été absorbée en avril 2004 dans la nouvelle concession de one qui exploite tous les services partant de Liverpool Street. wagn et  one Railway sont deux filiales de National Express.
Depuis cette date, wagn a cessé de s'appeler « West Anglia Great Northern » pour ne conserver que le sigle « wagn », chaque lettre étant épelée séparément dans les annonces automatiques.
Le public de son côté emploie fréquemment le terme « wagon » pour désigner l'entreprise et ses trains.
Après l'électrification, les principaux services de Cambridge et Kings Lynn furent transférés de la partie West Anglia de la concession au Great Northern, mais pas la gare de Cambridge. wagn est donc resté le premier exploitant de la partie nord de l'ancienne West Anglia Main Line
Pendant la période où la fiabilité des horaires était tombée au plus bas, des expressions comme « We Ain't Going Nowhere » ou « Wait Ages Get Nowhere » étaient devenues populaires chez certains voyageurs critiques, et semblent persister.
L'ironie de l'histoire est que maintenant les rames Classe 365 sont les trains les plus fiables de Grande-Bretagne avec un parcours moyen entre pannes de plus de 60 000 miles.
wagn était détenue à l'origine par Prism Rail (en), société absorbée en juillet 2000 par le groupe National Express,,.